# Падма Бхушан
Падма Бхушан (гінді पदम भूषण पुरस्कार) — третя за значенням цивільна нагорода Республіки Індія, після Бхарат Ратна і Падма Вібхушан, але виша за Падма Шрі.

## Історія
Нагорода заснована 2 січня 1954 року першим президентом Індії Раджендра Прасад разом з двома іншими нагородами Падма Вібхушан і Падма Шрі.
Список нагороджених орденом Падма Бхушан оголошується щорічно до Дня Республіки Індія — 26 січня. Вручається президентом республіки в офіційній резиденції (Раштрапаті-Бхаван — Президентському палаці) Президента в Нью-Делі.
Нагорода Падма Бхушан присуджується в знак визнання видатних заслуг особи в науці, культурі, громадській діяльності, інших галузях, і може бути присуджена посмертно.
Право подання представлення кандидатів для нагородження надано представникам федерального уряду, окремим міністерствам, місцевим підрозділам державного управління та іншим державним установам та громадським організаціям. Заявки обробляються Комітетом Нагород та затверджуються, перед поданням президенту, відповідним міністром або прем'єр-міністром.
Станом на грудень 2015 року нагороджено 1230 осіб.
Деякі представлені до нагороди особи відмовилися від нагороди з різних підстав.

## Опис нагороди
Спочатку нагорода була круглою бронзовою медаллю діаметром 35 мм з тисненням в центрі квітки лотоса з білого золота і написом: «पदम भूषण» (Падма). На реверсі були національна емблема Індії та девіз ордена.
У 1957 році проєкт був переглянутий і прийнятий в його нинішньому вигляді. На аверсі є квітка лотоса на тлі хреста, що складається з квадратів і написом «पदम भूषण» (Падма). На реверсі є національна емблема Індії і напис девізу ордена.

## Списки нагороджених
- Нагороджені Падма Бхушан в 1954-1959 роках[en]
- Нагороджені Падма Бхушан в 1960-1969 роках[en]
- Нагороджені Падма Бхушан в 1970-1979 роках[en]
- Нагороджені Падма Бхушан в 1980-1989 роках[en]
- Нагороджені Падма Бхушан в 1990-1999 роках[en]
- Нагороджені Падма Бхушан в 2000-2009 роках[en]
- Нагороджені Падма Бхушан в 2010-2019 роках[en]